# 副朴腿螳属
副朴腿螳属（学名：Paramorphoscelis）为朴腿螳科的一个属。

## 下属物种
本属包括以下物种：
- 贡多科罗副朴腿螳 Paramorphoscelis gondokorensis Werner, 1907